# Pluherlin
Pluherlin (bret. Pluhernin) – miejscowość i gmina we Francji, w regionie Bretania, w departamencie Morbihan.
Według danych na rok 1990 gminę zamieszkiwało 1197 osób, a gęstość zaludnienia wynosiła 34 osoby/km² (wśród 1269 gmin Bretanii Pluherlin plasuje się na 507. miejscu pod względem liczby ludności, natomiast pod względem powierzchni na miejscu 196.).